# Sobre l'ànima

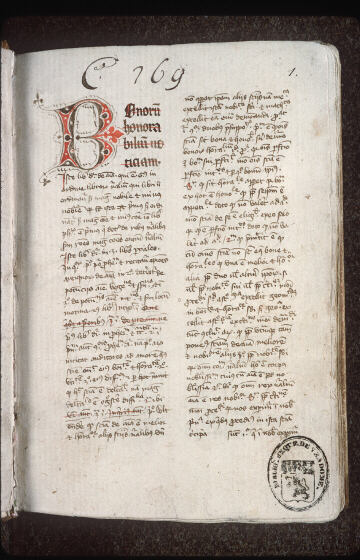
"Expositio et quaestiones" de Aristoteles De Anima de Jean Buridan, aprox 1362

Sobre l'ànima (en llatí:De Anima; grec:Περὶ Ψυχῆς) és una gran obra d'Aristòtil, que exposa els seus punts de vista filosòfics sobre la naturalesa dels éssers vius. La seva discussió sobre els tipus d'ànimes posseïdes per diferents tipus d'éssers vius es distingeixen per les seves processos de vida. Així, les plantes tenen la capacitat d'alimentar-se i reproduir-se, que és el mínim del que s'ha d'estar posseït per ser algun tipus de vida. Els animals menys complexos que els humans també tenen les capacitats sensorials, perceptives i la capacitat de moviment local. Els éssers humans tenen totes aquestes habilitats, comptant, també, la intel·ligència. També trobem en aquest llibre una teoria del procés d'intel·lecció de la intel·ligència que és un dels pilars de la noètica: l'agent intel·lectual és l'intel·lecte actiu que garanteix que el nostre intel·lecte pot captar el que és intel·ligible.

## La noció d'ànima a Aristòtil
La noció d'ànima utilitzada per Aristòtil (segons ell és "la plenitud de la presència original d'un cos espontània a la vida") és molt diferent de la concepció moderna de costum. Sosté que l'ànima és la forma o essència de qualsevol ésser viu. En altres paraules:
- No és una substància diferent del cos és el principi de la vida.
- És la possessió de l'ànima (d'un tipus específic) que fa que un cos natural sigui un cos organitzat un complet.
- El concepte d'un cos sense ànima o l'ànima en una mena de cos inadequat, és simplement inintel·ligible.

D'altra banda, s'especula que part de l'ànima - la intel·ligència - pot ser separada del cos o d'altres facultats. És difícil reconciliar aquests punts de vista amb la imatge popular d'una ànima que seria una mena de substància espiritual "viva" del cos. A més, alguns comentaristes han suggerit que el terme ànima d'Aristòtil es tradueix com a airela vida.

## Anàlisi de l'obra
L'obra es divideix en tres seccions.

### Secció I
Secció I s'examinen les opinions dels primers filòsofs sobre la qüestió i defineix l'abast i mètode de recerca per fer. Una ànima, d'acord amb una definició general, és la realització (entelèquia) d'un cos natural primerament organitzat.

### Secció II
La secció II presenta el sistema d'Aristòtil en els primers tres dels quatre tipus diferents (o parts) de l'ànima: l'ànima nutritiva (vegetativa), l'ànima sensitiva, l'ànima apetitiva, l'ànima intel·lectual. "L'ànima (...) es defineix per les funcions de nutrició, sensorial i discursiva moviment" (Sobre l'ànima, II, 2, 413 b 14, trad. Bodéüs R.):
- Ànima vegetativa permet a totes les espècies d'éssers vius, plantes o animals alimentar-se (funció de la nutrició) i la reproducció (funció generativa).

- Ànima sensible dotada de la capacitat de sentir i percebre. Tots els animals tenen almenys un sentit que és el del tacte. Tots els animals tenen la capacitat de sentir plaer, el dolor i també desig. L'ànima sensible dona sentit (de menor a major: tacte, gust, olfacte, oïda, visió), la percepció del plaer i el dolor, el desig, i - per certs éssers vius superiors - la imaginació i el sentit comú (aïsthétikon khoïnon: un home sent i discrimina sensacions diferents).

- Ànima motriu, anomenada apetitiva, el fet que els animals més perfectes es puguin moure per satisfer les seves necessitats. La força motriu no és una ànima completa, tot i que Aristòtil parla de quatre funcions (nutrició, sensació, moviment, pensament) (413a23, 423b11-13).

### Secció III
La secció III es refereix a la intel·ligència.
- L'ànima intel·lectual, pertany únicament als animals racionals, és a dir, els éssers humans. Allà trobem la teoria del procés intel·lectual de la intel·ligència: l'agent intel·lectual és l'intel·lecte actiu que garanteix que el nostre intel·lecte pot captar l'intel·ligible.

Algunes de les parts posteriors d'aquesta secció dels subjectes es reprèn aviat, però pel que sembla de manera fortuïta, cosa que podria suggerir a alguns que no estaven en la versió original i que van ser afegides més tard per error.